# Alesana
Alesana ist eine im Oktober 2004 in Raleigh, North Carolina gegründete US-amerikanische Post-Hardcore-Band.

## Geschichte

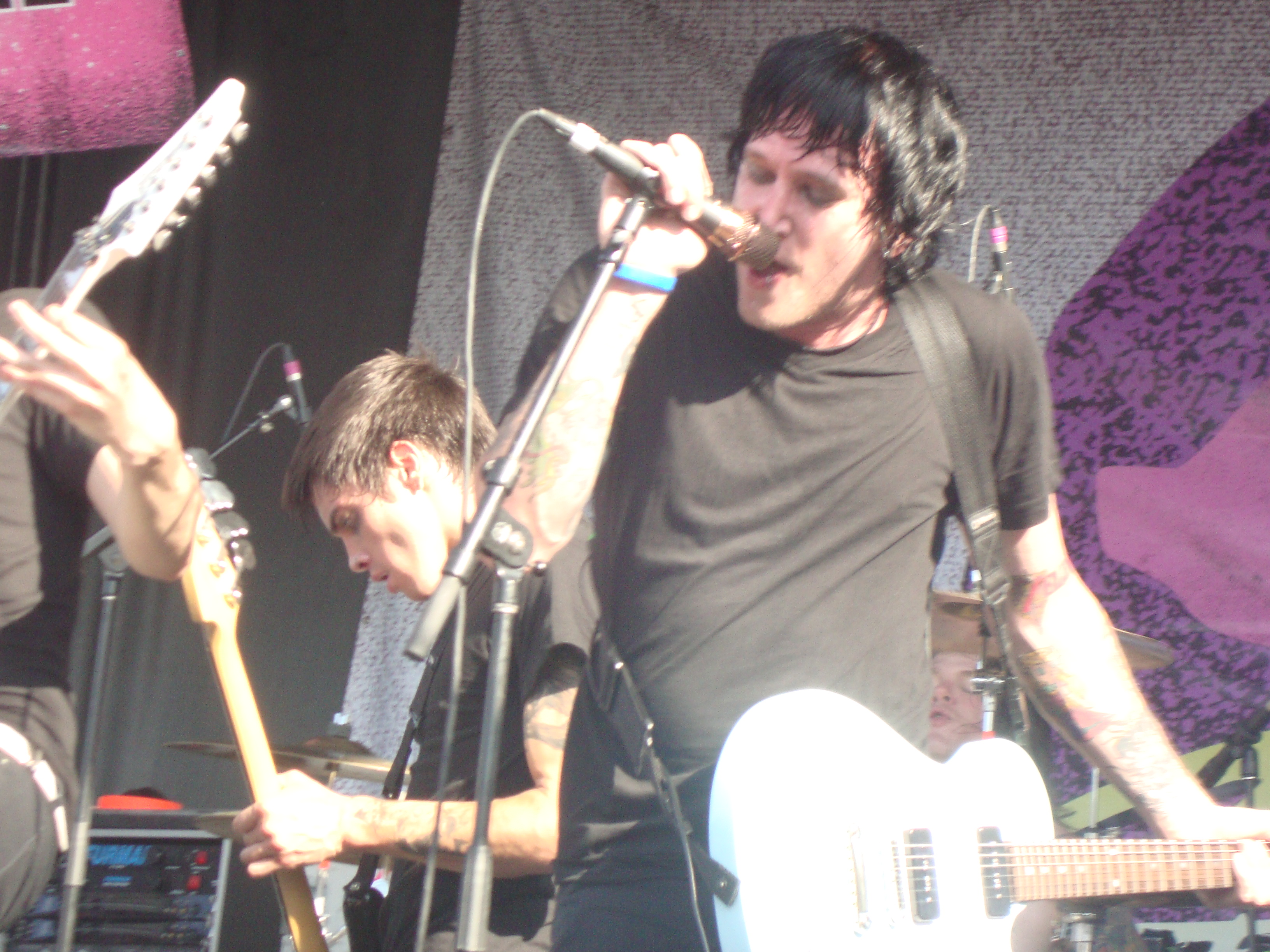
Alesana auf der Vans Warped Tour 2010

Alesana war die erste Band, die 2005 einen Plattenvertrag bei Tragic Hero Records unterschrieb. Im Juni 2005 veröffentlichten sie dort ihre Debüt-EP Try This With Your Eyes Closed, die sich innerhalb des nächsten Jahres knapp 3.000 Mal verkaufte. Das 2006 veröffentlichte Album On Frail Wings of Vanity and Wax enthält zahlreiche Referenzen an die griechische Mythologie und an das Mittelalter. Der Titel spielt auf die Saga von Ikarus an, dessen Wachsflügel schmolzen, als er zu nah an die Sonne kam. Nachdem sich das Album ähnlich gut wie die EP verkaufte, wurde Fearless Records auf die Band aufmerksam und nahm sie Ende 2006 unter Vertrag.
Ihr zweites Album erschien am 3. Juni 2008. Es trägt den Namen Where Myth Fades To Legend. Es wurde von Steve Evetts (He Is Legend, A Static Lullaby, Still Remains) produziert und umfasst 13 Titel. In diesem Album liegt der Schwerpunkt der Texte auf zwischenmenschlichen Beziehungen.
Alesanas drittes Studioalbum wurde am 26. Januar 2010 veröffentlicht und trägt den Namen „The Emptiness“ (zu deutsch: Die Leere). Produziert wurde es von Kris Crummett (u. a. Emarosa, Dance Gavin Dance). Milke erklärte, dass das Album auf einer kleinen, von ihm selbst geschriebenen Geschichte basiert. Sowohl Milke als auch Lee haben eine Vorliebe für Horror- und Liebesgeschichten, so haben sie das Album gemeinsam geschrieben. Jeder Track wird hier als ein kleines Kapitel einer Geschichte gesehen, daher kann das Album als Konzeptalbum bezeichnet werden. Die Geschichte handelt von einem Zeichner in der englischen Stadt Slough während der Wende zum 20. Jahrhundert. Eines Tages wacht er neben seiner ermordeten Frau, Annabel, auf. Die schreckliche Liebesgeschichte mit vielen Wendungen entfaltet sich von dort aus. Inspiriert wurde Alesana durch das Gedicht Annabel Lee von Edgar Allan Poe.
Shawns Schwester, Melissa Milke, singt und spricht die Frauenparts auf den Piano-Stücken (z. B. Third Temptation of Paris, As you wish, Vestige) und auf einigen anderen Liedern (z. B. Curse of the Virgin Canvas oder Goodbye, Goodnight, For Good).
Adam Fisher spricht auf dem Album „The Emptiness“ die Zwischenteile.
Am 25. Januar 2011 unterzeichnete das Sextett einen Vertrag mit dem kalifornischen Punk-Label Epitaph Records. Dort ist am 21. Oktober 2011 in Deutschland das Album A Place Where The Sun Is Silent erschienen. Das Album beinhaltet eine von Shawn Milke und Dennis Lee geschriebene Kurzgeschichte und basiert auf Dante’s Inferno.
Am 19. August 2012 gab Alex Torres über seinen Twitteraccount bekannt, dass er aus persönlichen Gründen aus der Band geworfen wurde. Wenig später wurde bekannt gegeben, dass der ehemalige Gitarrist Jake Campbell für die US Tour einspringen würde, Gitarrist Patrick sagte jedoch, dass Alesana als 5-köpfige Band weitermachen würde. Im August 2013 tourte die Gruppe durch Australien. Als Vorband wurde Save the Clock Tower gebucht.

## Diskografie

### EPs
- Try This with Your Eyes Closed (2005, Tragic Hero Records)
- The Decade EP (2014, Artery Recordings)

### Alben
- Try This With Your Eyes Closed (2005)
- On Frail Wings of Vanity and Wax (2006; Tragic Hero Records, Neuveröffentlichung bei Fearless Records)
- Where Myth Fades to Legend (2008; Fearless Records)
- The Emptiness (2010, Fearless Records)
- A Place Where the Sun Is Silent (2011, Epitaph Records)
- Confessions (2015, Revival Recordings)

### Singles
- Ambrosia (2007; Fearless Records)
- Seduction (2009; Fearless Records)
- To Be Scared by an Owl (2009; Fearless Records)
- The Thespian (2009; Fearless Records)
- The Fiend (2011; Epitaph Records)
- Circle VII: Sins of the Lion (2011; Epitaph Records)
- A Forbidden Dance (2011; Epitaph Records)
- A Gilded Masquerade (2011; Epitaph Records)
- Fatima Rusalka  (2013; Revival Recordings)

### Musikvideos
- Ambrosia (2007; Regisseur: Jeremy Jackson)
- Seduction (2008; Regisseur: Scott Hansen)
- The Thespian (2010; Regisseur: Stephen Penta)
- Lullaby of the Crucified (2011; Regisseur: Stephen Penta)
- Fatima Rusalka (2014; Regisseur: Rita Baghdadi)

### Samplerbeiträge
- Goodbye, Goodnight for Good auf All the Tragedy Money Can Buy Vol. One (2005, Tragic Hero Records)
- Beautiful in Blue auf All the Tragedy Money Can Buy Vol. One (2005, Tragic Hero Records)
- What Goes Around … Comes Around (Original von Justin Timberlake) auf Punk Goes Pop 2 (2009)